# Optična globina
Optična globina je merilo za prosojnost (transparentnost). Definirana je kot negativni logaritem razmerja med začetno in opazovano jakostjo sevanja, ki se je sipalo (razpršilo) ali absorbiralo na svoji poti skozi sredstvo.
Optično globino se najlažje predstavlja v megli. Megla med človekom in predmetom neposredno pred njim ima optično globino enako nič (predmet se vidi). Če se predmet oddaljuje, se ga vedno slabše vidi, ker se optična globina povečuje. Ko je dovolj daleč, da se ga ne vidi več, je optična globina zelo velika.
Optična globina določa količino sevanja, ki se je zmanjšala zaradi sipanja ali absorbcije med potjo skozi sredstvo. Če je jakost sevanja na izvoru  enaka {\displaystyle I_{0}\!\,} in je jakost po določeni poti enaka {\displaystyle I\!\,}, potem je optična globina {\displaystyle \tau \!\,} določena z:
{\displaystyle I/I_{0}=e^{-\tau }\!\,,}
oziroma z:
{\displaystyle \tau =-\ln(I/I_{0})\!\,.}
Vrednost {\displaystyle \tau \!\,} se lahko spreminja med 0 in ∞ (poljubno veliko vrednostjo). Za snovi, ki so popolnoma neprosojne, je optična globina neskončno velika. Na področju raziskovanja pojavov v ozračju optična globina odgovarja navpični poti s površine Zemlje proti vesolju. Ker {\displaystyle \tau \!\,} velja za navpično pot, je treba za poševno pot uporabiti τ' = mτ, kjer se {\displaystyle m\!\,} imenuje faktor zračne mase. Za ozračje, ki je ravna, bi veljalo {\displaystyle m=1/\cos \theta \!\,}, kjer je {\displaystyle \theta \!\,} zenitna razdalja. Tako se lahko zapiše:
{\displaystyle I/I_{0}=e^{-m\tau }\!\,.}
Pomembno je tudi, da je optična globina različna za različne barve oziroma valovne dolžine svetlobe. Pri planetnih obročih optična globina določa delež svetlobe, ki se je absorbiral ali razpršil med izvorom in opazovalcem. To je še posebej zanimivo v trenutkih okultacij nebesnih teles.
Optična globina ozračja se meri s sončnim fotometrom, ki je posebna vrsta fotometra